# Robert Michael Ballantyne
Robert Michael Ballantyne (Edimburgo, 24 aprile 1825 – Roma, 8 febbraio 1894) è stato uno scrittore britannico.

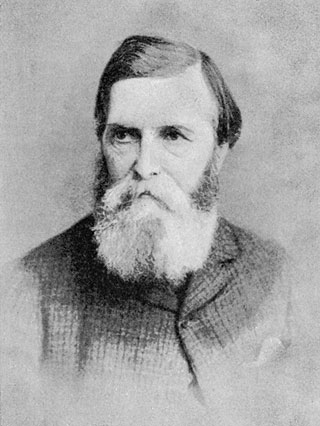
Robert Michael Ballantyne

Ha scritto numerosi romanzi a tema avventuroso, il più importante dei quali, per l'influenza che ebbe su Robert Louis Stevenson, è L'Isola di Corallo (Coral Island) del 1858. Altri romanzi di rilievo sono La Scialuppa (The Lifeboat) del 1864 e Il Faro (The lighthouse), 1865. 
Queste opere sono tutte caratterizzate dal fatto che l'autore si documentò in maniera autoptica, ossia esplorando personalmente le zone di ambientazione, da cui trasse una precisa e zelante documentazione topografica. Pur intessendo romanzi d'azione,  Ballantyne eccede spesso in un rigido moralismo che alla fine va ad intaccare l'azione stessa.
È sepolto nel cimitero acattolico di Roma.

## Opere
- Coral Island (1858).
- The Lifeboat (1864).
- The Lighthouse (1865).
- Fighting the flames (1867).
- Deep Down (1868).